# Karolina Sadalska
Karolina Sadalska-Głażewska (ur. 30 czerwca 1981 r. w Gorzów Wlkp) – polska kajakarka, olimpijka z Aten 2004, zawodniczka MKKS Gorzów Wielkopolski.
Brązowa medalistka mistrzostw Świata juniorów w Zagrzebiu z roku 1999 w konkurencji K-1 na dystansie 500 m.
Wielokrotna złota medalistka mistrzostw Polski w konkurencji:
- K-2 na dystansie 1000 m w roku 2003[1]
- K-2 na dystansie 200 m w roku 2004[2]
- K-1 na dystansie 500 m w roku 2004[2]
- K-4 na dystansie 500 m w roku 2004[2]
- K-2 na dystansie 500 m w roku 2005[3]
- K-4 na dystansie 1000 m w roku 2005[3]

Na igrzyskach olimpijskich w roku 2004 zajęła 4. miejsce w konkurencji K-4 na dystansie 500 m.